# DIE.NACHT
DIE.NACHT, früher Donnerstag Nacht, ist eine dienstägliche Fernsehprogrammschiene des Österreichischen Rundfunks, welche auf eine „gebildete, junge Zuseherschaft“ abzielt. Das Programm wurde im Oktober 2002 als Donnerstag Nacht gestartet und bis zur Sommerpause 2012 jeden Donnerstag ab etwa 22 Uhr auf ORF eins ausgestrahlt. Im September 2012 bekam die Seriennacht mit dem Dienstagabend einen neuen Sendeplatz (ebenfalls ab ca. 22 Uhr auf ORF eins) und wird seither als DIE.NACHT vermarktet.
Das Programm besteht aus Fernsehserien und Unterhaltungsshows, welche turnusmäßig wechseln und meistens dem Comedy-Genre zuzuordnen sind. Viele der ausgestrahlten Sendungen sind österreichische Eigenproduktionen, wie Willkommen Österreich oder Science Busters – Wer nichts weiß, muss alles glauben. Diese Eigenproduktionen wechseln sich mit britischen bzw. US-amerikanischen Serien, wie Little Britain oder My Name Is Earl, ab.

## Geschichte
Bereits einige Jahre vor Etablierung der Marke Donnerstag Nacht war im ORF das donnerstägliche Spätabendprogramm mit Kultur- und Unterhaltungssendungen programmiert. So gab es 1997 mit der nitebox ein ähnliches Format auf ORF 2 zu sehen. Dieses fiel Ende 1997 jedoch einer Programmreform zum Opfer. Auf ORF 1 wiederum war die Donnerstagnacht ab 1998 bis zur Programmreform 2002 mit der Kultur- und Unterhaltungssendung kunst-stücke besetzt, in deren Rahmen Beiträge über zeitgenössische Unterhaltungskultur gezeigt, Künstler zu Gesprächen eingeladen wurden und Kabarettgruppen wie etwa Stermann & Grissemann oder Projekt X zeitweise feste Sendeplätze im Rahmen der Sendung innehatten – vergleichbar etwa mit Polylux im deutschen Fernsehen. Der unmittelbare Sendeplatz vor Kunststücke war stets mit Unterhaltungssendungen wie MA 2412, Ein echter Wiener geht nicht unter oder Kottan ermittelt besetzt. Nach Absetzung der kunststücke im Jahr 2002 programmierte man den Donnerstagabend auf ORF 1 mit eigenen und zugekauften Unterhaltungssendungen neu und vermarktete es unter dem Titel Donnerstag Nacht.
Erstmals wurde die Donnerstag Nacht am 17. Oktober 2002 ausgestrahlt. Damals im Programm waren die Comedyshow De Luca, die Wiederauflage der bereits 2000 gelaufenen Retro-Sendung Wickie, Slime & Paiper XL, die Sendung ohne Namen sowie die Kochshow von Jamie Oliver und Da Ali G Show. In österreichischen Film- und Kunstkreisen war man von diesem Ersatz für kunst-stücke freilich wenig angetan und das neue Konzept wurde heftig kritisiert, da darin kein Ersatz für das Kulturprogramm der kunst-stücke zu finden war und nur wenig Innovation – beschränkt auf die Entwicklung neuer Sendungen – vorgesehen war. Dem entgegnete der ORF mit dem Verweis auf den neuen Kultursendeplatz ab Sonntag Mitternacht.
Seit Herbst 2012 wird die Serienschiene unter dem neuen Namen DIE.NACHT vermarktet und dienstäglich ab ca. 22 Uhr auf ORF eins gezeigt. In dieser Ausführung ging die DIE.NACHT erstmals am 18. September 2012 auf Sendung. Grund für die Änderung war die Ausstrahlung der UEFA Europa League, welche immer donnerstags stattfindet. ORF III übernahm die Marke und ließ sie ab 14. Jänner 2021 wiederaufleben. Seitdem werden Formate aus den Bereichen Kabarett, Kleinkunst und Popmusik in der ORF-III-Donnerstag Nacht gezeigt, etwa Die Tafelrunde, Kabarett im Turm, Kleinkunst aus dem Orpheum Graz, DENK mit KULTUR, Soundcheck Österreich uvm.

## Konzept
Das 2002 angewandte Konzept der Donnerstag Nacht sah fünf Sendungen zu je 25 Minuten vor. Die fünf Sendungen sollten regelmäßig wechseln, um Platz für neues zu schaffen und somit die durch den Wegfall der kunst-stücke entstandene Innovationslücke im ORF zu kompensieren. Die Sendungen zielen zum einen auf reine Unterhaltung ab – vor allem die zugekauften Formate wie anfangs die Ali G Show, die Kochshow von Jamie Oliver oder Six Feet Under – geben in Eigenproduktionen – verstärkt seit dem Wegfall der eigenen Comedy-Shows von Ciro de Luca und Echt fett – auch Gesellschafts- und Politiksatire Sendeplatz: Dorfers Donnerstalk, Sendung ohne Namen und Die 4 da.
2007 wurde vom starren Schema von fünf Sendungen zu je 25 Minuten Abstand genommen und die Sendungslängen flexibilisiert. Ein Turnuskonzept sah nun vor, dass die eigenproduzierten Sendungen wie Dorfers Donnerstalk und Die 4 da nun doppelt so lange dauern sollten, sich dafür jedoch wöchentlich abwechseln. Die damals neue Late-Night-Show Willkommen Österreich (eine Namensanspielung auf das beliebte frühere Vorabend-Fernsehmagazin Willkommen Österreich) nahm anfangs eine Dauer von rund einer Stunde ein und wurde dann auf 45 bis 50 Minuten gekürzt.
Mittlerweile sieht das Konzept so aus, dass zwei 50-minütige Sendungen (zumeist Shows) und eine 25-minütige Serie ausgestrahlt werden. Im Normalfall stellt hierbei Willkommen Österreich die zweite 50-minütige Sendung dar, die anderen beiden Sendeplätze werden etwa monatlich neu belegt.

## Ausstrahlung
Die Ausstrahlung in ORF eins beginnt dienstags üblicherweise – je nach Dauer des vorhergehenden Programms – gegen 22 Uhr nach dem rund zehnminütigen ZIB Flash mit zwei Eigenproduktionen des ORF (meist Krimiserien). Bei großen Sportereignissen wie Ski-Alpin-Nachtbewerben und internationalen Fußballspielen oder 2008 und 2009 auch wegen der Übertragung des Wiener Opernballs (immer am letzten Donnerstag im Fasching) wird das geplante Programm um eine Woche verschoben.
Neben der regulären Donnerstag Nacht existierte in den Sommermonaten auch die sogenannte Donnerstag Sommernacht, in deren Rahmen Kabarettprogramme österreichischer Künstler gezeigt wurden.

## Sendungen

### Eigenproduktionen
Laufende Sendungen: (Stand: Mai 2023)
- Willkommen Österreich
- Science Busters – wer nichts weiß muss alles glauben

Frühere oder derzeit pausierte Sendungen:
- 8 × 45
- Alfs Welt
- AMS – Mutris Welt
- Blockstars – Sido macht Band
- Bösterreich
- Die ARGE Talkshow
- Das B-Team
- Dave
- Dorfers Donnerstalk
- Echt lustig
- Die 4 da
- Echt fett
- Die Frischlinge
- Die Gipfelzipfler
- Herr Ostrowski sucht das Glück
- Hirn mit Ei
- Die Steintaler – von wegen Homo Sapiens
- Jugendsünden u. s. w.
- Kalahari Gemsen
- Kupetzky
- Liebes Tagebuch
- Magic Mushrooms
- Mahlzeit-Die Fernsehshow
- Open House
- Play it again Chris
- Pratersterne
- Reiseckers Reisen
- Sunshine Airlines
- Tagespresse aktuell
- Undercover
- Weltberühmt in Österreich – 50 Jahre Austropop
- Wer 3x lügt – Remixed
- Wickie, Slime & Paiper
- Wir sind Kaiser
- fauner consulting
- Schlawiner
- Sendung ohne Namen
- Silent Cooking
- Eckel mit Kanten
- Wir Staatskünstler

### Fremdproduktionen
Laufende Sendungen: (Stand: Mai 2023)
- Shameless (ohne "DIE.NACHT"-Programmkennzeichnung)

- Arthurs Gesetz (ohne "DIE.NACHT"-Programmkennzeichnung)

Frühere oder derzeit pausierte Sendungen:
- Breaking Bad
- Das Büro
- Da Ali G Show
- Derren Brown: Trick or Treat
- Fawlty Towers
- Gene Simmons Family Jewels
- Grey’s Anatomy (Sendeplatz gewechselt)
- Jamie Oliver’s Twist
- Jamie’s Great Italian Escape
- Little Britain
- Little Britain USA
- My Name Is Earl
- The Osbournes
- Rock School
- Shit! My Dad Says
- Six Feet Under – Gestorben wird immer
- Weeds – Kleine Deals unter Nachbarn